# 旺德维尔
旺德维尔（法語：Vendeville，法語發音：[vɑ̃dvil]）是法国上法蘭西大區北部省的一个市镇，位于该省中部略偏南，属于里尔区和里尔欧洲都会区。

## 地理
旺德维尔（50°34'31"N, 3°4'41"E）面积2.57 平方千米，位于法国上法蘭西大區北部省，该省份为法国最北部的省份及最长的省份，西北濒北海，西接加来海峡省，南至埃纳省和索姆省，东与比利时接壤。
与旺德维尔接壤的市镇（或旧市镇、城区）包括：阿沃兰、法什-蒂梅尼勒、弗勒坦、莱坎、唐普勒马尔。
旺德维尔的时区为UTC+01:00、UTC+02:00（夏令时）。

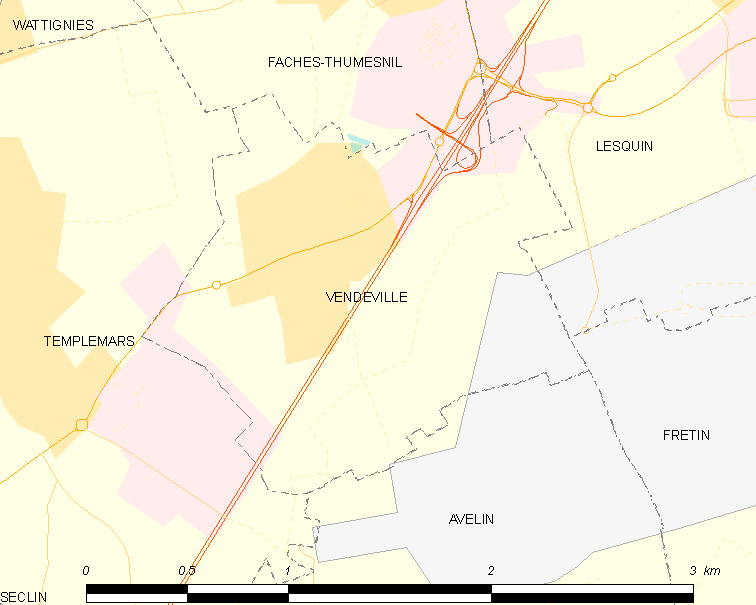
旺德维尔的OSM定位图

## 行政
旺德维尔的邮政编码为59175，INSEE市镇编码为59609。

## 政治
旺德维尔所属的省级选区为法什-蒂梅尼勒县。

## 人口

1962-2008年间旺德维尔人口变化图示

旺德维尔于2022年1月1日时的人口数量为1615人。